# Centennial Olympic Stadium
El Centennial Olympic Stadium (en español Estadio Olímpico del Centenario) fue el estadio sede de los Juegos Olímpicos de Atlanta 1996. Contaba con capacidad para 85 000 espectadores. En 1997 fue parcialmente demolido para construir en ese mismo lugar el estadio Turner Field, campo de béisbol de los Atlanta Braves. Después de que los Bravos se mudaron a SunTrust Park después de la temporada 2016, el estadio fue reconstruido nuevamente como el Georgia State Stadium, campo del equipo de fútbol americano de los Georgia State Panthers.

## Historia
La historia del estadio comienza el 18 de septiembre de 1990 en Tokio, Japón cuando la ciudad Atlanta fue elegida sede de los Juegos Olímpicos de 1996 que concoincidian exactamente con los 100 años de los primeros juegos olímpicos. Atlanta venció a la ciudad favorita Atenas que quería celebrar el centenario de los eventos olímpicos modernos.
El estadio llevaba un nombre sencillo y que hacia alusión a la celebración. La construcción del estadio inició en 1993 en el área que ocupaba el estacionamiento del Atlanta-Fulton County Stadium, el estadio fue planeado para que al terminar los Juegos Olímpicos de Atlanta 1996 no se convirtiera en un  elefante blanco por lo que al terminar el certamen veraniego se convirtió en el nuevo estadio de los Bravos de Atlanta.